# Crise ivoirienne de 2010-2011
Batailles
Toulépleu, Doké, Bloléquin, Duékoué, Tiébissou, Abidjan
La crise ivoirienne de 2010-2011 dite crise post-électorale est une crise politique en Côte d'Ivoire qui éclate à l'issue du second tour de l'élection présidentielle ivoirienne de 2010, le premier scrutin depuis 10 ans, avec la contestation du résultat par le perdant, le président sortant Laurent Gbagbo. Elle constitue l'ultime étape de la crise politico-militaire qui a débuté en septembre 2002.
Bien qu'Alassane Ouattara ait été reconnu vainqueur par la Commission électorale indépendante et la communauté internationale, le président Laurent Gbagbo revendique une victoire que lui reconnaît le Conseil constitutionnel. Après cinq mois de vives tensions, Laurent Gbagbo est finalement arrêté le 11 avril 2011 à l'issue de l'offensive victorieuse des Forces républicaines de Côte d'Ivoire sur Abidjan. Alassane Ouattara est proclamé président de la République par le Conseil constitutionnel le 6 mai suivant.
Dans son rapport rendu le 10 août 2012, la Commission d'enquête nationale mise en place après l'investiture de Ouattara estime le nombre de victimes de cette crise à 3 248 (1 452 morts imputées au camp Gbagbo, 727 au camp Ouattara et 1 069 non attribuées).

## Contexte
La crise politico-militaire en Côte d'Ivoire commence le 19 septembre 2002, lorsque des soldats rebelle originaire du nord de la côte d'ivoire, tentent de prendre le contrôle des villes d'Abidjan, Bouaké et Korhogo. Ils échouent dans leur tentative de prendre Abidjan mais parviennent à occuper les deux autres villes, respectivement dans le centre et le Nord du pays.
La rébellion qui prendra plus tard le nom de « Forces nouvelles » occupe progressivement la moitié nord du pays, le coupant ainsi en deux zones géographiques distinctes : le sud tenu par les Forces armées de Côte d'Ivoire (FANCI) et le nord tenu par les Forces armées des Forces nouvelles (FAFN).
Un début de solution se profile le 24 janvier 2003 avec la signature des accords de Linas-Marcoussis. Cependant, une brusque crispation en novembre 2004 remet en cause toutes les avancées obtenues.
Une promesse de règlement final se dessine enfin avec la signature de l’accord politique de Ouagadougou le 4 mars 2007, qui prévoit l'organisation d'une élection présidentielle ivoirienne en 2010.
Cette élection présidentielle ivoirienne de 2010 est un scrutin suffrage universel direct uninominal majoritaire à deux tours. Elle se déroule les 31 octobre et 28 novembre 2010.
Le premier tour voit s'affronter quatorze candidats. Laurent Gbagbo, président sortant et Alassane Ouattara, ancien premier ministre arrivent en tête du premier tour avec respectivement 38,04 % et 32,07 %. Ils distancent Henri Konan Bédié (25,24 %), Toikeusse Mabri (2,57 %) et l'ensemble des candidats qui récoltent tous moins de 1 %.

## Contestation du résultat par le président Gbagbo
Le second tour de l'élection présidentielle ivoirienne de 2010, qui a lieu le 28 novembre 2010, oppose donc le président sortant Laurent Gbagbo à Alassane Ouattara, ancien Premier ministre. La tension est forte et les deux camps s'accusent mutuellement d'intimidations envers les électeurs dans certaines régions.
Le 2 décembre, Youssouf Bakayoko, président de la Commission électorale indépendante (CEI), annonce la victoire d'Alassane Ouattara avec 54,10 % des voix, contre 45,90 % pour Laurent Gbagbo, avec un taux de participation de 81,1 %. L'annonce de Youssou Bakayoko a lieu à l'Hôtel du Golf, le QG de campagne de Ouattara car celui-ci est protégé par les forces de l'ONUCI et que le chef de la CEI voulait bénéficier de cette protection par peur des représailles du camp adverse.
Paul Yao N'Dré, nommé par le président le 8 août 2009 à la tête du Conseil constitutionnel et réputé proche de Simone Gbagbo, argue que la CEI n'avait plus l'autorité pour annoncer les résultats car la date limite de la proclamation de ces derniers était dépassée et donc que les résultats étaient invalides, Or, selon N'Dre, après la date limite, seul le Conseil constitutionnel est habilité à annoncer les résultats car il est l'institution qui doit « trancher, le cas échéant, le contentieux électoral, et proclamer les résultats du scrutin».
N'Dre annonce l'annulation des résultats dans sept régions du nord, ce qui inverse le résultat final en faveur de Gbagbo désormais crédité de 51,45 % des votes (contre 48,55 % pour Ouattara). Le 3 décembre, le Conseil constitutionnel proclame Gbagbo vainqueur. Les militaires ferment les frontières du pays.
L'envoyé spécial de l'ONU en Côte d'Ivoire, Young-jin Choi, reconnait toutefois à son tour la victoire de Ouattara : « Les résultats du second tour de l'élection présidentielle tels qu'annoncés le 2 décembre par la commission électorale ne changent pas, ce qui confirme que le candidat Alassane Ouattara a remporté le scrutin. »
Ouattara affirme qu'il est le « président élu » et accuse le Conseil constitutionnel d'avoir abusé de son autorité. Le Premier ministre et chef des Forces nouvelles, Guillaume Soro soutient Ouattara.
Gbagbo est investi le 4 décembre par le Conseil constitutionnel et déclare que « La souveraineté de la Côte d’Ivoire, c’est elle que je suis chargé de défendre et elle je ne la négocie pas. » Soro donne sa démission du poste de Premier ministre à Gbagbo le même jour. Ouattara prête serment peu de temps après et reconduit Guillaume Soro comme Premier ministre.
Dans différentes parties du pays, on annonce des tirs et de la violence.
Gbagbo nomme Gilbert Aké, un économiste qui lui est proche, comme Premier ministre.

### Les médias dans la crise
La crise post-électorale est révélatrice du paysage médiatique ivoirien. Les médias se laissent influencer et se font les courroies de transmission des partis. Ils ont un réel impact sur l’opinion publique et l’évolution de la crise électorale. Le réseau médiatique est très polarisé et Twitter a une influence majeure[réf. nécessaire]. Selon Reporter sans frontières, le journalisme vit « un climat de peur a empêché de nombreux journalistes de travailler librement. ».
Le dirigeant en place, Laurent Gbagbo, exerce une influence significative sur les médias du pays. Les chefs de parti et militants politiques utilisent la presse pour propager des informations et les journalistes abandonnent toute déontologie journalistique. Cela entraine une baisse importante[Quand ?] des ventes des journaux tels que Fraternité Matin.
Selon l'universitaire Hong Sik Cho, en 2011, « La Côte d'Ivoire est profondément embourbée dans la tourmente politique. Les élections présidentielles de 1995 et de 2000 ont été critiquées pour leur manque d'équité et leurs résultats ont été contestés par les principaux acteurs politiques. »
Laurent Gbagbo, aurait influencé la chaîne nationale de télévision populaire Radiodiffusion Télévision ivoirienne. Alassane Ouattara, n’avait pas la même force de frappe propagandiste.
Sur le plan économique, une période d’embargo financier bouleverse le régime de Gbagbo. La crise a des répercussions importante dans l’économie du pays. L’élection présidentielle d’octobre 2010 est vue comme la clef pour sortir de la crise Ivoirienne. Les hommes politiques et la communauté internationale soulignent unanimement son importance. Ainsi, les médias ivoiriens ont été fortement sollicités pour jouer un rôle clef dans le bon déroulement de cette élection cruciale. Reporters sans frontières dénonce les préoccupations des organisations professionnelles en lien avec le respect des règles ethniques dans les médias durant cette période. Elles jouent un rôle dans la transmission des discours injurieux. [réf. souhaitée]

## Tentatives de l'UA et de la CEDEAO de négocier le départ de Gbagbo

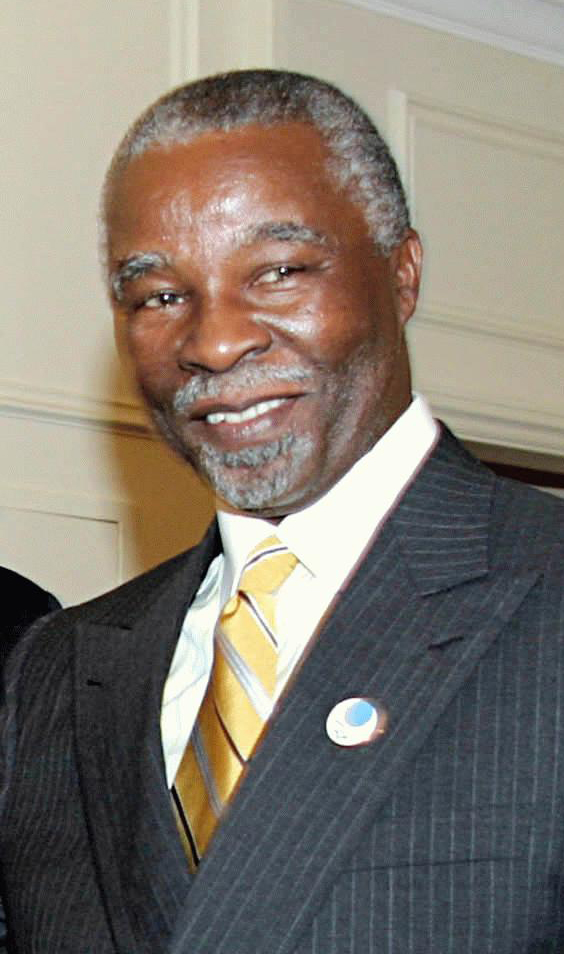
Thabo Mbeki, premier médiateur pour l'Union africaine

### Premières tentatives
Sous l'impulsion de la Communauté économique des États de l'Afrique de l'Ouest (CEDEAO), les présidents africains tentent d'obtenir du président Gbagbo qu'il quitte le pouvoir de son plein gré. Dès le 5 décembre, l'Union africaine (UA) essaye de trouver une issue diplomatique à cette crise avec la rencontre par Thabo Mbeki, ancien président de l'Afrique du Sud, des deux présidents. Le 17 décembre, Jean Ping, président de la Commission de l’Union africaine, tente également une médiation.
Le 24 décembre, la CEDEAO, dont fait partie la Côte d'Ivoire, organise un sommet extraordinaire à Abuja, au Nigéria. La CEDEAO menace d'avoir recours à "une force légitime", l'ECOMOG, pour contraindre Gbagbo à quitter le pouvoir. Elle mandate les présidents Boni Yayi du Bénin, Ernest Koroma de Sierra Leone, et Pedro Pires du Cap-Vert pour régler la crise de façon pacifique. Ils rencontreront Gbagbo et Ouattara le 28 décembre. Le 3 janvier, Raila Odinga, Premier ministre kényan et envoyé de l'UA les accompagne.
Le 9 janvier, Olusegun Obasanjo, ancien président du Nigéria, le 19 janvier, Raila Odinga et le 25 janvier, Bingu wa Mutharika président du Malawi et président de l'UA tentent à leur tour des médiations.

### Création d'un Panel de chefs d'Etat par l'UA
Le 28 janvier 2011, le Conseil de paix et de sécurité (CPS) de l'Union Africaine réaffirme sa volonté de trouver une solution pacifique et nomme un panel de chefs d'État pour régler cette crise.
Le 31 janvier, lors de la 16e session ordinaire de la Conférence de l'Union africaine, Jean Ping annonce que le panel est composé des présidents d'Afrique du Sud, Jacob Zuma, de la Mauritanie, Mohamed Ould Abdel Aziz, du Burkina-Faso, Blaise Compaoré, de la Tanzanie, Jakaya Kikwete et du Tchad, Idriss Deby Itno.
Les réactions sont variables à la nomination de ce panel. Les Forces nouvelles de Côte d'Ivoire qui soutiennent Ouattara, déclarent : « [...] les Forces nouvelles appellent le Président sud-africain, Monsieur Jacob Zuma et l'Afrique du Sud à ne pas s'opposer, ni ruser avec la Démocratie en Afrique. L'Afrique du Sud ne doit pas jouer le jeu de la confiscation du pouvoir et des présidences à vie en Afrique. » Charles Blé Goudé, ministre de Gbagbo et chef des jeunes patriotes, déclare : « Pour nous, Blaise Compaoré doit être récusé et nous le récusons. Et il n’est pas le bienvenu en Côte d’Ivoire. Il est un danger pour la sous-région. C’est lui qui a déstabilisé la Sierra-Léone, le Libéria. »
Les 21 et 22 février, quatre des cinq chefs d'État du panel viennent à Abidjan pour rencontrer Laurent Gbagbo et Alassane Dramane Ouattara. Blaise Compaoré n'est pas venu. Les jeunes patriotes s'opposaient à sa présence.
Les 9 et 10 mars, le Panel est réuni à Addis-Abeba, Ouattara est présent tandis que Gbagbo se fait représenter par Pascal Affi N'Guessan, président du Front populaire ivoirien. Le Conseil de paix et de sécurité reconnaît la validité de l'élection d'Alassane Outtara.

## Sanctions financière et économiques contre le régime de Gbagbo
L'Union économique et monétaire ouest-africaine (UEMOA) reconnaît Ouattara comme le vainqueur de l'élection de 2010 Le gouverneur de la Banque centrale des États de l'Afrique de l'Ouest (BCEAO), Philippe-Henry Dacoury-Tabley, qui assurait toujours le financement de l'état dirigé par Gbagbo, est obligé de démissionner le 21 janvier 2011. Gbagbo, pour ne pas être à court de liquidités, organise la saisie des agences de la BCEAO.
Le 24 janvier, Ouattara demande et obtient de la communauté internationale un embargo sur le cacao ivoirien, mis en place jusqu'au 8 avril 2011. Alors que les prix avaient baissé avant l'élection à 2 780 dollars la tonne, le prix de la tonne de cacao atteint 3 666 dollars en février. Des manifestations de producteurs de cacao ont lieu en février pour dénoncer l'embargo,. Le 9 mars, Gbagbo donne jusqu'au 31 mars aux exploitants de cacao ivoirien pour reprendre leurs exportations sous peine de sanctions financières.

## Dégradation de la situation économique
La Bourse régionale des valeurs mobilières d'Abidjan ferme le 9 février après que des forces loyalistes à Laurent Gbagbo ont envahi ses bureaux. Elle rouvre le 10 mais referme le 15 après une réunion du conseil d'administration,. Le 25, la bourse est déplacée temporairement à Bamako (Mali).
Durant la semaine du 14 au 18 février, des banques, notamment la BICICI, Citibank, la SGBCI, Standard Chartered Bank, Access Bank, la BIAO, la BACI, Ecobank ferment leurs agences, invoquant des problèmes d'ordre technique et sécuritaire,. Ces fermetures provoquent une pénurie de monnaie et met l'État ivoirien en difficulté pour payer ses fonctionnaires. Le 17 février, le gouvernement Gbagbo décide de nationaliser la BICICI et la SGBCI,, ce qui permet le paiement des fonctionnaires début mars.
Le 22 février, la SIR, Société Ivoirienne de Raffinage, n'ayant plus la possibilité d'acheter de pétrole brut, suspend toutes ses activités. Cette raffinerie fournit en essence non seulement la Côte d'Ivoire mais aussi d'autres pays de la région comme le Mali ou le Burkina Faso.
À la suite de la fermeture des banques et des ports, les prix de la viande, de l'huile, du sucre et du gaz augmentent fortement. L'approvisionnement en médicaments est très perturbé,.
La crise ivoirienne a aussi un impact dans d'autres pays de la sous-région comme le Mali et le Burkina Faso, ou le Niger qui dépendent des ports de Côte d'Ivoire ou de l'économie ivoirienne.

## Affrontements militaires entre les deux camps

### Affrontements à Abidjan

Plan des quartiers d'Abidjan

Entre le 12 janvier et la fin mars 2011, des affrontements ont lieu à Abidjan. Ces affrontements opposent le "Commando Invisible", commandé par Ibrahim Coulibaly dit "IB", aux troupes loyales à Laurent Gbagbo. Ces affrontements ont lieu principalement à Abobo, un quartier ayant majoritairement voté pour Ouattara durant l'élection présidentielle. Mais des affrontements ont lieu aussi à Adjamé, au nord d'Abidjan, à Yopougon, à Koumassi ou à Treichville. La Mission de l'ONU en Côte d'Ivoire (ONUCI) accuse les partisans de Laurent Gbagbo d'avoir tiré sur des civils, faisant une dizaine de morts à Abobo.

### Conflit dans l'Ouest

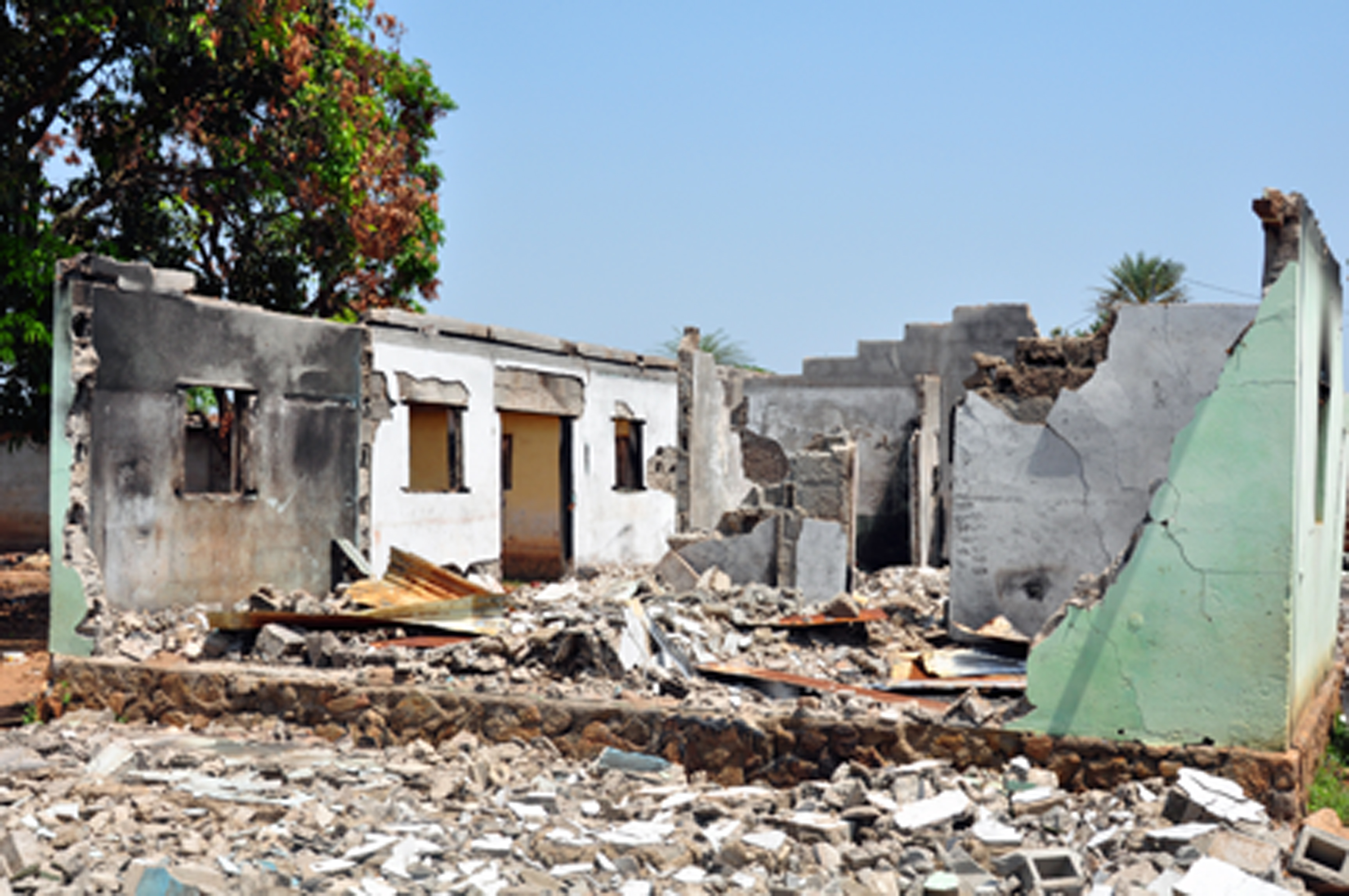
Quartier Guéré de Douéké détruit par les affrontements.

Début mars 2011, un conflit éclate dans la région de Moyen-Cavally, à l'ouest de la Côte d'Ivoire. Le 18 février 2011, l'ONUCI se retire de Toulépleu. Le 6 mars après des combats, les Forces nouvelles, pro-Ouattara, prennent Toulépleu à des miliciens et des mercenaires libériens qui avaient attaqué leurs positions. Le 13 mars, Doké est contrôlé par les Forces nouvelles. Le 21 mars, c'est Bloléquin après la création des Forces républicaines de Côte d'Ivoire (FRCI). Le 28 mars, c'est la ville de Duékoué qui tombe, ce qui laisse le champ libre aux FRCI pour prendre le port de San-Pedro et la capitale politique Yamoussoukro.

## Offensive des FRCI et bataille décisive d'Abidjan

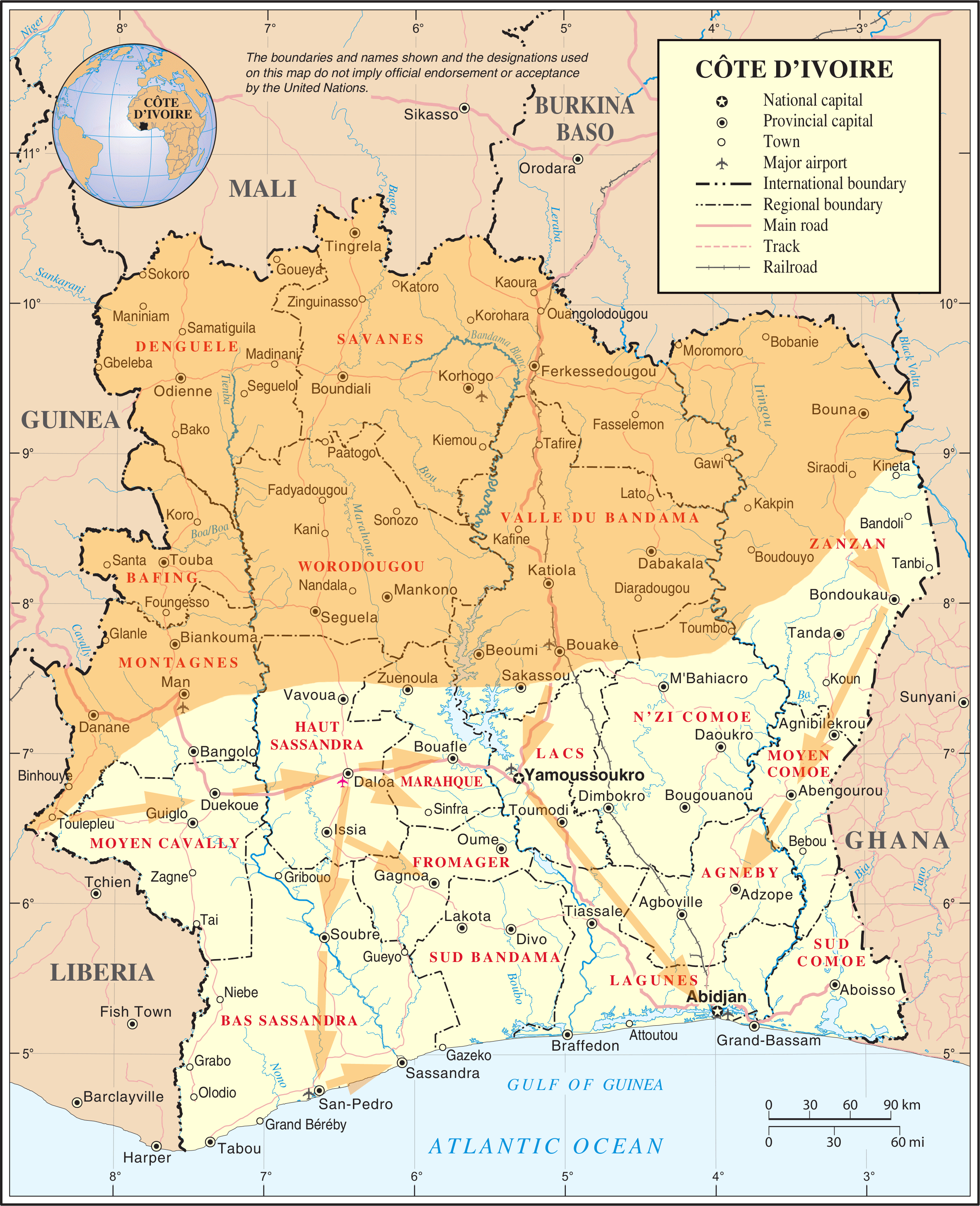
Progression des FRCI

Le 28 mars, parallèlement à l'offensive sur Duékoué, les FRCI attaquent à Daloa, dans le centre-ouest et à Bondoukou à l'est, qu'ils contrôlent le 29 mars. Le 30 mars, les troupes pro-Ouattara prennent Soubré, Tiébissou, Gagnoa, Guibéroua, Bocanda, San-Pédro et entrent dans Yamoussoukro,.

Le 31 mars, la capitale économique Abidjan est totalement encerclée par les forces pro-Ouattara. Une grande partie des troupes de l'armée, de la gendarmerie et de la police abandonnent leurs postes, à l'instar du chef d'état-major, le général Philippe Mangou qui se réfugie à l'ambassade d'Afrique du Sud avec sa famille. Tandis que les FRCI investissent la ville, les troupes restées fidèles à Gbagbo, se repositionnent, notamment autour du palais présidentiel au Plateau et de la résidence présidentielle à Cocody.

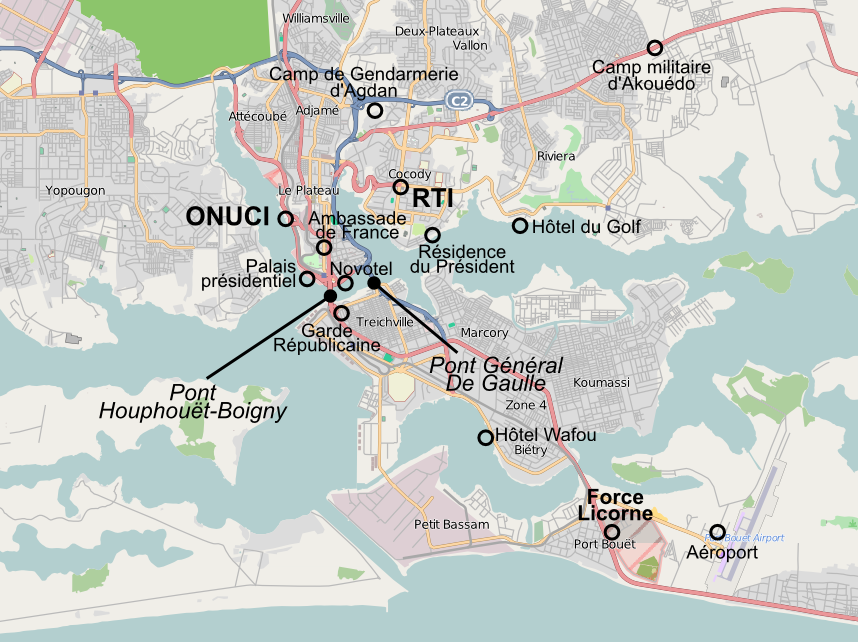
Carte d'Abidjan avec la localisation des principaux événements

Dans la nuit du 30 au 31 mars Philippe Mangou, chef d'état-major de Gbagbo, se réfugie avec sa famille à l'ambassade d'Afrique du Sud. Le 31 mars, des colonnes de soldats FRCI équipés de véhicules tout-terrain entrent dans Abidjan. D'autres parmi eux ont pour mission de rejoindre l'Hôtel du Golf pour y assurer une meilleure sécurité de ses occupants. Ouattara déclare un couvre-feu de trois jours. L'ONUCI prend le contrôle de l'aéroport à la suite du départ des forces de sécurité ivoiriennes. C'est le début de la bataille.
Les affrontements et des vandales armés menaçant les étrangers, des patrouilles d'exfiltration sont menées à partir de la base de la force Licorne à partir du 3 avril afin de regrouper 12 000 Français et plusieurs dizaines de ressortissants libanais et d'autres nationalités dont des diplomates étrangers.
Le 4 avril 2011, la force de l'ONU, l'ONUCI ainsi que la force Licorne de l'armée française en Côte d'Ivoire, tirent sur des positions pro-Gbagbo, dans le but de neutraliser leurs armes lourdes pour, conformément à la résolution 1975 du Conseil de sécurité, protéger les populations civiles et la force de l'ONU. Elles ont notamment tiré sur le Palais présidentiel, où sont stockées des armes lourdes.
L'ambassade de France a subi une attaque dont les auteurs ont été neutralisés, trois gendarmes français ont été blessés. Le siège de l'ONUCI a aussi subi une attaque qui a été stoppée dans le même temps.
À ce stade de la bataille, sur les dix communes d'Abidjan, six sont en cours de sécurisation par les FRCI et trois sont aux mains des forces pro-Gbagbo (Cocody, Plateau et Yopougon sont les lieux principaux de la bataille et assiégés par les FRCI). La commune d'Abobo est restée sous contrôle du Commando invisible malgré les combats.
Le 11 avril 2011, après dix jours d'intenses combats, l’assaut est lancé contre la résidence présidentielle à Cocody. Laurent Gbagbo (accompagné de sa famille) est fait prisonnier avec son épouse Simone par les forces d'Alassane Ouattara, soutenues indirectement par l'ONUCI et la Force Licorne. Selon Alain Toussaint, porte-parole de Gbagbo, ce dernier a été arrêté par les forces françaises et « remis aux chefs de la rébellion » ; c'est aussi ce que déclare dans un premier temps un porte-parole à Paris de Ouattara. Selon l'ONU, « le président sortant s'est rendu aux forces du président élu » après la capitulation de ses partisans sur place contre la nouvelle armée gouvernementale (FRCI).
Le couple présidentiel est ensuite placé en résidence surveillée dans le nord du pays et Odienné.
Cependant, les partisans de Laurent Gbagbo ne rendent pas tous les armes tandis que le Commando invisible tarde à se rallier aux FRCI. Les combats continuent dans le district d'Abidjan principalement dans les communes de Yopougon et d'Abobo.
En avril 2011, alors que la défaite militaire de Laurent Gbagbo est consommée, le président Alassane Ouattara somme le « Commando invisible » de déposer les armes. Devant le refus de IB, les forces armées de Ouattara passent à l'offensive contre les troupes du chef rebelle dans la commune d'Abobo. Le 27 avril 2011, au cours de ces opérations militaires, IB, qui avait selon les FRCI « pris en otage toute une famille » et « réagi avec des tirs nourris », est tué dans les combats. Le 4 mai 2011, les Forces républicaines de Côte d'Ivoire prennent finalement le contrôle de la vaste commune de Yopougon, dernier quartier tenu par les miliciens fidèles à l'ancien président et des mercenaires libériens.
Le même jour, une décision du Conseil constitutionnel ivoirien proclame Alassane Ouattara président de la République.

## Conséquences

### Bilan humain

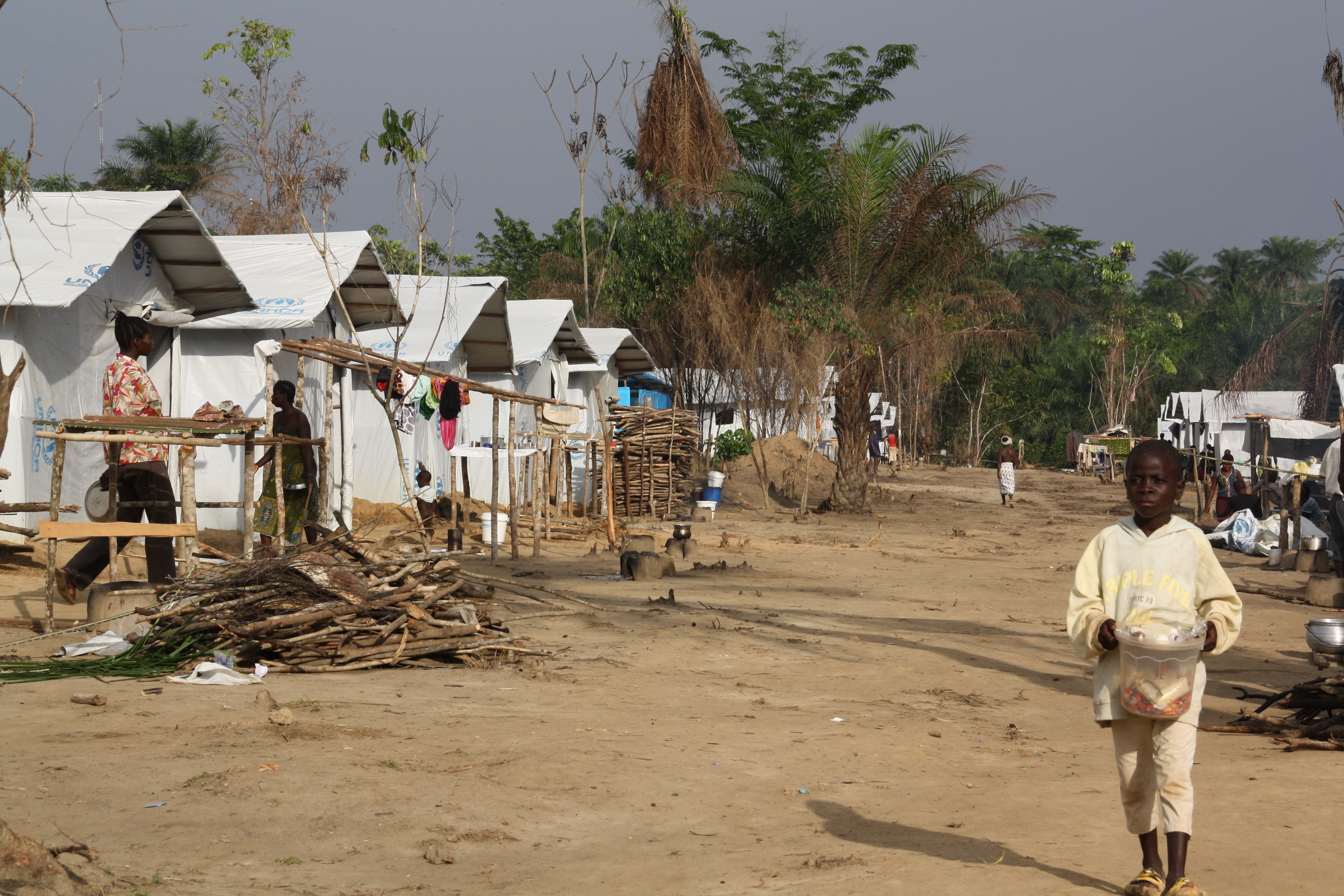
Camp de réfugiés de Bahn au Libéria.

Le conflit entraîne le déplacement de près d'un million de personnes, principalement depuis l'ouest ivoirien et depuis Abobo. La destination de ces personnes est d'abord la Côte d'Ivoire avec 735 000 réfugiés, le Libéria avec 120 000 réfugiés mais aussi vers le Ghana, la Guinée, le Togo, le Mali, le Nigéria, le Niger, le Bénin et le Burkina Faso.
Dans l'ouest, à Duékoué, Toulepleu, Bloléquin, un nombre important de morts a été trouvé, entre 152 et 800 morts, à Duékoué (l'ONUCI parle de 330 morts). L'origine n'est pas clairement établie. D'après Sidiki Konaté, porte-parole de Guillaume Soro, ce seraient des morts liés à la bataille de Duékoué. D'après Toussaint Alain, porte-parole de Laurent Gbagbo à Paris, c'est la rébellion (les FRCI) qui porte la responsabilité de ce massacre. D'après l'ONUCI, deux tiers des morts sont dus à des pro-Ouattara et un tiers aux pro-Gbagbo. Thomas Hofnung, journaliste à Libération, parle des dozos pro-Ouattara ou des affrontements ethniques entre Yacoubas pro-Ouattara et Guérés pro-Gbagbo. L'association Human Rights Watch parle de 500 morts pendant une période de quatre mois, majoritairement imputables à « des forces fidèles au président Gbagbo » ; elle atteste également, depuis qu'Abidjan est majoritairement sous le contrôle des Forces nouvelles, que les forces d'Alassane Ouattara ont procédé à des exécutions constituant des crimes de guerre, et dans l'Ouest à des meurtres de civils qui pourraient, « s'ils se généralisaient ou devenaient systématiques, être qualifiés de crimes contre l'humanité ».
Le jour de l'arrestation de Laurent Gbagbo, le 11 avril 2011, le président Alassane Ouattara annonce son intention de créer une commission vérité et réconciliation chargée de faire la lumière sur les violations des droits de l'homme. Deux jours plus tard, Alassane Ouattara indique qu'il a pris contact avec le procureur de la Cour pénale internationale, Luis Moreno Ocampo, pour engager des investigations sur les massacres survenus pendant la crise ivoirienne.